# Russula melzeri
Russula melzeri är en svampart som beskrevs av Zvára 1927. Russula melzeri ingår i släktet kremlor och familjen kremlor och riskor.  Artens status i Sverige är: Ej påträffad. Inga underarter finns listade i Catalogue of Life.

## Bildgalleri